# Дампир (цикл)
«Дампир» (англ. Dhampir; оригинальное название серии «Сага о благородном мертвеце» (англ. Saga of the Noble Dead или как англ. The Noble Dead Series) — серия фэнтези-романов и рассказов, созданная супругами-писателями Барб и Дж. С. Хенди. Истории повествуют о приключениях дампира Магьер и её спутников — полуэльфа Лисила и пса Мальца. На данный момент состоит из 9 романов. В России цикл именуется по названию первого романа. И официально был издан первый подцикл. Второй был доступен только в фанатском переводе, и также позднее был издан неофициально.

## Сюжет
Магьер с малых лет презирала суеверных простаков, верящих в потустороннюю чушь. Страх перед вампирами, оборотнями, привидениями был ей неведом, но стал прекрасным источником дохода — у Магьер репутация лучшего охотника на вампиров. Но невежественные крестьяне не догадываются, что ужасные битвы с нечистью, свидетелями которых им случается бывать, организованы самой Магьер. Вместе со своим приятелем, эльфом-полукровкой по имени Лисил, и его удивительным псом по кличке Малец она странствует от деревни к деревне, сражаясь с упырями и мечтая о спокойной жизни хозяйки приморской таверны.

## Главные герои книг
Магьер — главная героиня, дампир. В детстве её считали чудовищем, поэтому она ненавидела тех, кто верит в вампиров. Позднее стала лже-охотницей на вампиров. У Магьер черные волосы с проскальзывающими в них красными искрами, темно-карие глаза и бледная, как у вампира, кожа. Из-за её прошлого ей трудно доверять людям, хотя она болезненно переживала предательство Винн, но вскоре они помирились. В первой книге вампир Рашед перерезал ей горло, и, чтобы её спасти, Лисил дал ей выпить свою кровь. С тех пор Магьер опасалась того, что может ненароком убить его, и поэтому стала избегать. Однако со временем она понимает, что любит его гораздо больше, чем просто напарника и друга. В шестой книге добывает Шар из замка, затерянного в горах, после чего они с Лисилом уплывают вместе с загадочным артефактом как можно дальше.
Лисил — друг и помощник Магьер, позже стал её возлюбленным, и в шестой книге они поженились. Полуэльф. С раннего детства обучался искусству наемного убийцы, хотя и ненавидел сие ремесло всей душой. Сбежал из дома после убийства невинного, которое произошло по его вине. Присоединился к Магьер и стал помогать ей разыгрывать спектакли перед крестьянами. Высокий, смуглый, с длинными, до плеч, светлыми волосами, которые отливают «почти лунным серебром». «Уши у Лисила были слегка заостренные кверху, а янтарного цвета глаза под светлыми бровями чуть раскосыми». Любит выпить. Если проводит долгое время без выпивки, ему начинают сниться кошмары о его прошлом, об убийствах, которые он совершал, состоя на службе у Дармута.
Малец — пес, сопровождающий Магьер и Лисила, маджай-хи (собака фей). В детстве был подарен Лисилу его мамой, эльфийкой. Обладает способностью наносить вампирам глубокие раны. Внешне похож на волка. Стихийный дух. Его сородичи лишили его важной информации, когда он рождался во плоти и, когда Малец узнал об этом, то отвернулся от них и прекратил попытки связаться с ними. Влюблен в маджай-хи Лилию. Позднее у них рождаются дети, и одна из его дочерей, маджай-хи Тень, отправляется на помощь Винн в Малурну.
Винн — хранитель знаний, подруга Магьер и Лисила. У Винн нет родителей, она воспитывалась в Гильдии знаний, а позже вместе с домином Тилсвитом отправилась в Белу, где и познакомилась с Магьер и отправилась вместе с ней в путешествие на Родину Магьер - деревню Чеместук в Древинке. У Винн оливковая кожа и русые волосы. Она низкого роста и похожа на ребенка. Испытывает симпатию к эльфу-анамаглахку Оше, но не может быть с ним из-за того, что эльфы женятся один раз в жизни, и она не хочет ломать ему жизнь, так как сомневается в том, что она действительно его любит. Однако в конце книги «Дитя падшего бога» она поцеловала его, когда он уезжал. Также испытывает нежные чувства к вампиру Чейну. В седьмой книге расследует убийства, связанные с манускриптами, привезенными ею из замка Ликэн. В Малурне встречает Чейна. Сначала не слишком ему доверяет, но потом осознает, что он и Тень, дочь Мальца, — её единственные союзники в городе. После встречи с Чейном у себя на родине отправляется с ним на поиски загадочной крепости Баал’Ситт, название которой слышала от Вельмидревнего Отче и видела в переводе своих свитков.
Вельстил — сводный брат Магьер, вампир. Хотел использовать свою сестру, созданную своим отцом, ради того, чтобы никогда больше не пить кровь. Выглядит как аристократ с седыми висками, бледен. Создал Кольцо Пустоты, которое делает его «невидимым» для Мальца, Магьер и амулета Лисила.
Чейн — помощник Вельстила, вампир. Тепло относится к Винн, начал помогать Вельстилу ради того, чтобы защищать её. Чейн — сын одного богатого и влиятельного человека. Уехал из родного дома в Белу, где был превращен в вампира Крысенышем, одним из вампиров, живших в Миишке, городе, где находится таверна Магьер. У него рыжие волосы и бледная кожа. В шестой книге пообещал Винн, что не будет больше следовать за ней, но в седьмой нарушил данное обещание и приехал в родной город Винн — Колм-Ситт со свитком, взятом в замке Ликэн. Позднее отправляется на поиски крепости Баал’Ситт вместе с Винн, так как та пообещала увезти Чейна из города другому представителю расы Детей Ночи.

## Критика
Книги цикла, в целом, были позитивно восприняты критикой и стали, в целом, заметными в современной спекулятивной литературе. Причём отмечалось, что со временем цикл изменился от литературы про вампиров к героическому фэнтези. 

### Первый цикл
- Дампир. Дитя ночи / Dhampir (2003)
- Похититель жизней / Thief of Lives (2004)
- Сестра мертвых / Sister of the Dead (2005)
- Предатель крови / Traitor to the Blood (2006)
- Мятежный дух / Rebel Fay (2007)
- Дитя падшего бога / Child of a Dead God (2008)

### Второй цикл
- In Shade and Shadow / В тени и мраке (2009)
- Through Stone & Sea / Через камень и море (2010)
- Of Truth and Beasts / Об истине и зверях (2010)

### Третий цикл
- Between Their Worlds / Между их мирами (2012)
- The Dog in the Dark / Пес во тьме (2012)
- A Wind in the Night / Ветер в ночи (2015)
- First and Last Sorcerer / Первый и последний чародей (2015)
- The Night Voice / Голос в ночи (2016, ISBN 978-0451469328)

### Интервью
- «Слова — это семена». Беседа с Барб и Дж. С. Хенди, «Мир Фантастики»